# Marcelo Baron
Marcelo Baron Polanczyk est un footballeur brésilien né le 19 janvier 1974.